# West Alvington
West Alvington – wieś i civil parish w Anglii, w Devon, w dystrykcie South Hams. W 2011 civil parish liczyła 536 mieszkańców. West Alvington jest wspomniana w Domesday Book (1086) jako Alvintone/Alvintona.